# Holger Bühner
Holger Bühner (* 8. August 1966) ist ein ehemaliger deutscher Fußballspieler. Er spielte sowohl im DDR-Fußball als auch im DFB-Spielbetrieb in der 1. Liga, für die BSG Motor Suhl und den FC Rot-Weiß Erfurt in der DDR-Oberliga, für den VfB Leipzig in der Bundesliga.
Im Laufe der Saison 1984/85 kam der 18-jährige Bühner von der kleinen Betriebssportgemeinschaft (BSG) Aufbau Schmalkalden zum Oberliganeuling BSG Motor Suhl. Dort bestritt er lediglich in der Rückrunde sieben Oberligaspiele, zunächst im Mittelfeld, später in der Abwehr. Nachdem Suhl die Saison als Absteiger beendet hatte, wechselte Bühner zum Oberligisten FC Rot-Weiß Erfurt. Dort wurde er aber für die Saison 1985/86 zunächst für die 2. Mannschaft nominiert, die in der zweitklassigen DDR-Liga spielte. Nach einem Jahr stieg Rot-Weiß II in die Bezirksliga ab, wo Bühner zwei weitere Spielzeiten aktiv war. Während dieser Zeit schloss er seine Ausbildung zum Maschinenbauer ab. Noch als Bezirksligaspieler kam der 1,84 m große Bühner während der Spielzeit 1986/87 zu sieben Oberligaeinsätzen. Zur Saison 1987/88 wurde er offiziell für die Oberligamannschaft des FC Rot-Weiß gemeldet, kam aber erst vom 13. Spieltag an in der Oberliga regelmäßig zum Einsatz. Er spielte abwechselnd als Vorstopper und Rechtsverteidiger. In der Spielzeit 1988/89 schaffte er den endgültigen Durchbruch zum Stammspieler, als er vorwiegend Vorstopper spielend auf 21 Punktspieleinsätze kam. In den beiden folgenden Spielzeiten kam Bühner verletzungsbedingt jeweils nur auf 15 Oberligaeinsätze, wobei seine Position vorwiegend zum linken Verteidiger tendierte. Nach Abschluss der Saison 1990/91 konnte Bühner für den FC Rot-Weiß auf 71 DDR-Oberliga-Spiele zurückblicken, in denen er als Defensivspieler sechs Tore erzielt hatte.
Mit Platz drei in der letzten DDR-Oberligasaison 1990/91 hatte sich der FC Rot-Weiß Erfurt für die 2. Bundesliga qualifiziert. In der Saison 1991/92 der 2. Bundesliga wurde Bühner als Verteidiger nur in den ersten sechs Punktspielen eingesetzt. Er gehörte zwar auch noch 1992/93 zum Erfurter Aufgebot, wurde aber überhaupt nicht aufgeboten. In der Hinrunde der Spielzeit 1993/94 spielte Bühner dreimal in der 1. Bundesliga für den VfB Leipzig. Dieser lieh ihn für den Rest der Saison an den FC Hansa Rostock aus, für den er als Libero oder Rechtsverteidiger 17 Punktspiele in der 2. Bundesliga bestritt. Seine letzte Profisaison absolvierte Bühner 1994/95 beim FSV Zwickau, bei dem er im August und September 1994 in drei Spielen der 2. Bundesliga eingesetzt wurde. Danach spielte er noch für den FSV Schmalkalden und den SV Arnstadt Rudisleben in unteren Ligen. 2004 übernahm er als Trainer den Thüringenligisten FSV Wacker 03 Gotha. Mit dem Verein stieg er 2010 in die NOFV-Oberliga auf. Mit dem Abstieg der Mannschaft in die Verbandsliga / Köstritzer-Liga Thüringen endete die Zusammenarbeit zwischen ihm und FSV Wacker 03 Gotha am 30. Juni 2013. Seitdem ist er ohne Funktion im organisierten Fußball.